# HD 330075 b
HD 330075 b (بالإنجليزية: HD 330075 b)‏ الذي يرمز له بالرمز HD 330075b، هو كوكب خارج المجموعة الشمسية، في كوكبة مسطرة النقاش، يتبع HD 330075 ‏.

## الاكتشاف
اكتشف في 10 فبراير 2004، وكانت طريقة الاكتشاف Doppler spectroscopy.